# Red Bull Air Race World Series seizoen 2008

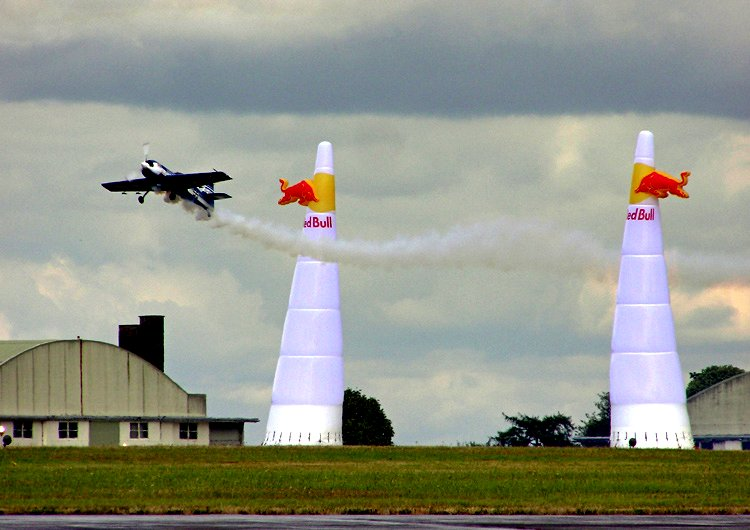
Red Bull Air Race

Het seizoen 2008 van de Red Bull Air Race World Series is het 6e Red Bull Air Race World Series-seizoen. Er zouden tien wedstrijden gehouden worden, Stockholm en Spanje werden echter afgelast als locatie.
Nadat 2005 de eerste keer was, stond Rotterdam in het 2008 seizoen weer op de kalender. Op 19 en 20 juli werd er boven de Maas gevlogen, de winnaar was Paul Bonhomme.

## Kalender
| 2008 Red Bull Air Race World Series | 2008 Red Bull Air Race World Series | 2008 Red Bull Air Race World Series                 | 2008 Red Bull Air Race World Series |
| Nummer                              | Datum                               | Locatie                                             | Land                                |
| ----------------------------------- | ----------------------------------- | --------------------------------------------------- | ----------------------------------- |
| 1                                   | 10 april & 11 april                 | Abu Dhabi                                           | Verenigde Arabische Emiraten        |
| 2                                   | 3 mei & 4 mei                       | San Diego Bay, San Diego, Californië                | Verenigde Staten                    |
| 3                                   | 31 mei & 1 juni                     | Detroit International Riverfront, Detroit, Michigan | Verenigde Staten                    |
| 4                                   | 19 juli & 20 juli                   | Haven van Rotterdam, Rotterdam                      | Nederland                           |
| 5                                   | 2 augustus & 3 augustus             | Londen                                              | Verenigd Koninkrijk                 |
| 6                                   | 19 augustus & 20 augustus           | Donau, Boedapest                                    | Hongarije                           |
| 7                                   | 6 september & 7 september           | Porto                                               | Portugal                            |
| 9                                   | 11 november & 2 november            | Perth, West-Australië                               | Australië                           |

## Uitslagen
| Winnaar | Verliezend finalist | Winnaar "3rd Place Fly-off" | Punten gescoord | Geen punten gescoord | DQ = Gedisqualificeerd | NG = Niet gestart | TP = Technische problemen |

| 1  | Hannes Arch       | Cobra         | 2  | 4  | 3  | 2  | 3  | 1  | 1  | 3  | 61 |
| 2  | Paul Bonhomme     | Matador       | 1  | 1  | 2  | 1  | 7  | 3  | 10 | 1  | 54 |
| 3  | Kirby Chambliss   | Red Bull      | 5  | 3  | 1  | 4  | 1  | 12 | 2  | 8  | 46 |
| 4  | Mike Mangold      | Cobra         | 3  | 2  | 4  | 5  | 6  | 4  | 3  | 9  | 44 |
| 5  | Peter Besenyei    | Red Bull      | 4  | 8  | 5  | 6  | 4  | 5  | 7  | 7  | 34 |
| 6  | Steve Jones       | Matador       | 7  | 9  | 7  | 3  | 9  | 2  | 4  | 6  | 33 |
| 7  | Nigel Lamb        | Breitling     | 8  | 6  | 12 | 8  | 5  | 6  | 5  | 2  | 30 |
| 8  | Alejandro Maclean | Mediterranean | 6  | 7  | 9  | 10 | 8  | 7  | 8  | 4  | 21 |
| 9  | Nicolas Ivanoff   | Mediterranean | 9  | 10 | 6  | 11 | 2  | 10 | 9  | 5  | 19 |
| 10 | Michael Goulian   | Dragon        | 11 | 5  | 8  | 7  | 11 | 8  | 6  | 10 | 16 |
| 11 | Sergei Rakhmanin  | Dragon        | 10 | 11 | 10 | 9  | 12 | 9  | 11 | 11 | 2  |
| 12 | Glen Dell         | Breitling     | 12 | 12 | 11 | 12 | 10 | 11 | 12 | 12 | 0  |

2003 · 2004 · 2005 · 2006 · 2007 · 2008 · 2009 · 2010 · 2014 · 2015 · 2016 · 2017 · 2018 · 2019
Lijst van piloten